# Chlumětín
Chlumětín je obec v okrese Žďár nad Sázavou v Kraji Vysočina. Žije zde 224 obyvatel.
Chlumětín je nejseverněji položenou obcí okresu. Má dvě osady: Krejcar – u stejnojmenného rybníka, 2 km od Chlumětína, při silnici II/343 z Hlinska do Svratky, a Paseky – ležící 1 km severně od Chlumětína, nedaleko je pramen řeky Chrudimky.
V roce 2019 získala obec Zelenou stuhu za péči o zeleně a životní prostředí v soutěži Vesnice Vysočiny 2019. V roce 2022 získala obec ocenění v soutěži Vesnice Vysočiny 2022, konkrétně obdržela Cenu naděje pro živý venkov – za místní spolkový život a občanskou společnost v obcích.

## Historie
První doložená písemná zmínka o obci pochází z 8. 6. 1392, kdy byla součástí rychmburského panství. Tehdy patřila pod rychtu v Kameničkách, od 18. století do Herálce a farnosti ve Svratce. Ještě starší zmínka je ovšem z roku 1350, kdy byl připojen farní kostel v Kameničkách a obce k němu přifařené (mezi nimi i Chlumětín) k biskupství litomyšlskému. V letech 1981–1990 byl Chlumětín připojen pod Svratku. Obyvatelstvo se živilo především zemědělstvím, tkalcováním a hrnčířstvím. Škola byla postavena v roce 1825, v letech 1867 a 1884 přestavěna, v roce 1978 zrušena. V současnosti je zde škola v přírodě. Hasičský sbor v obci byl založen v roce 1889.
V letech 2006–2010 působil jako starosta Jaroslav Myška, od roku 2010 tuto funkci vykonávala Věra Kašparová. Nyní tuto funkci vykonává Jiří Vaníček.
| Rok            | 1869 | 1880 | 1890 | 1900 | 1910 | 1921 | 1930 | 1950 | 1961 | 1970 | 1980 | 1991 | 2001 | 2006 | 2013 | 2019 |
| Počet obyvatel | 525  | 539  | 518  | 522  | 515  | 474  | 466  | 333  | 353  | 313  | 269  | 223  | 211  | 195  | 190  | 205  |

## Pamětihodnosti
- Venkovská usedlost č. p. 32
- Kaplička Panny Marie z roku 1881, vysvěcena byla v roce 1882

## Galerie

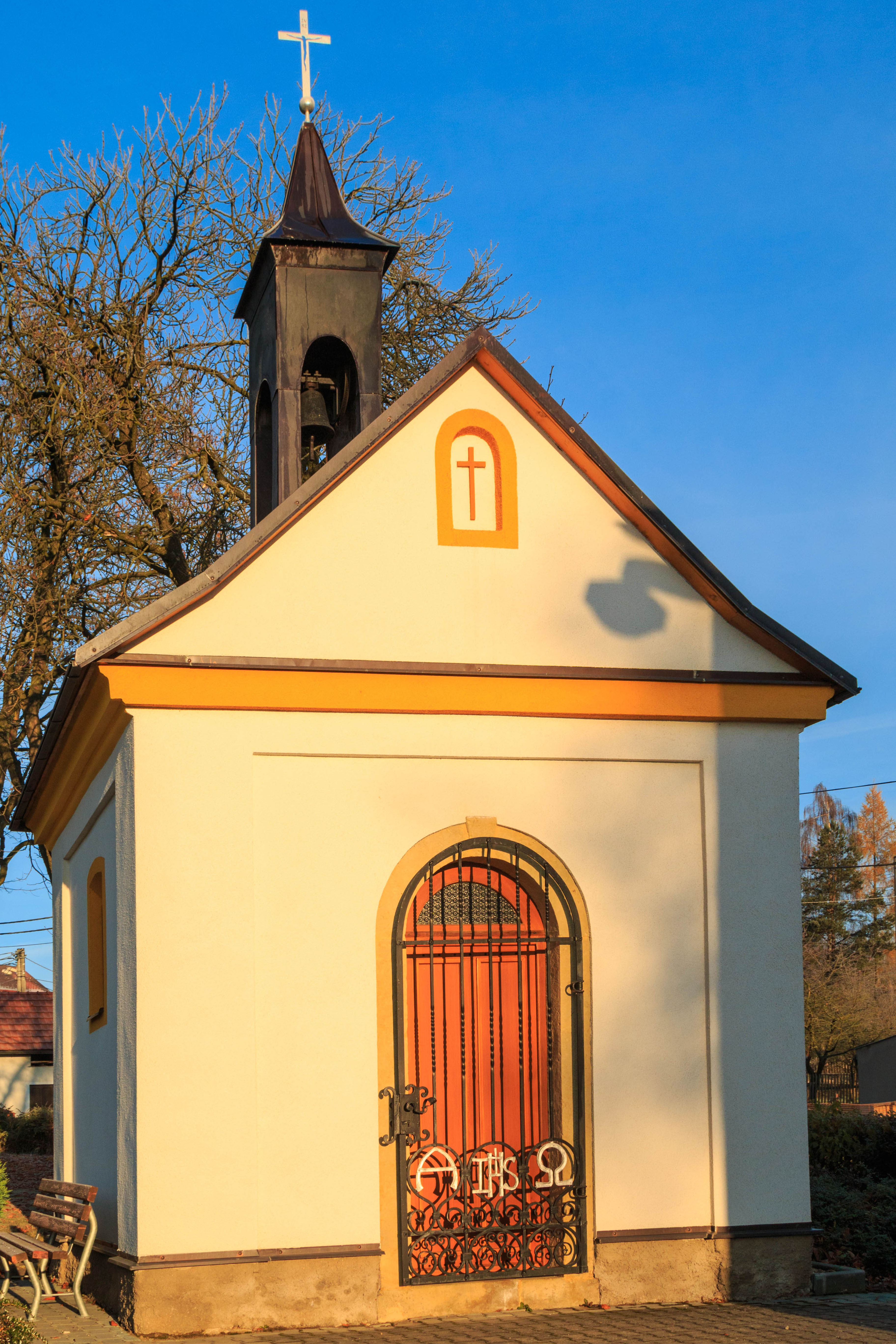
Kaple
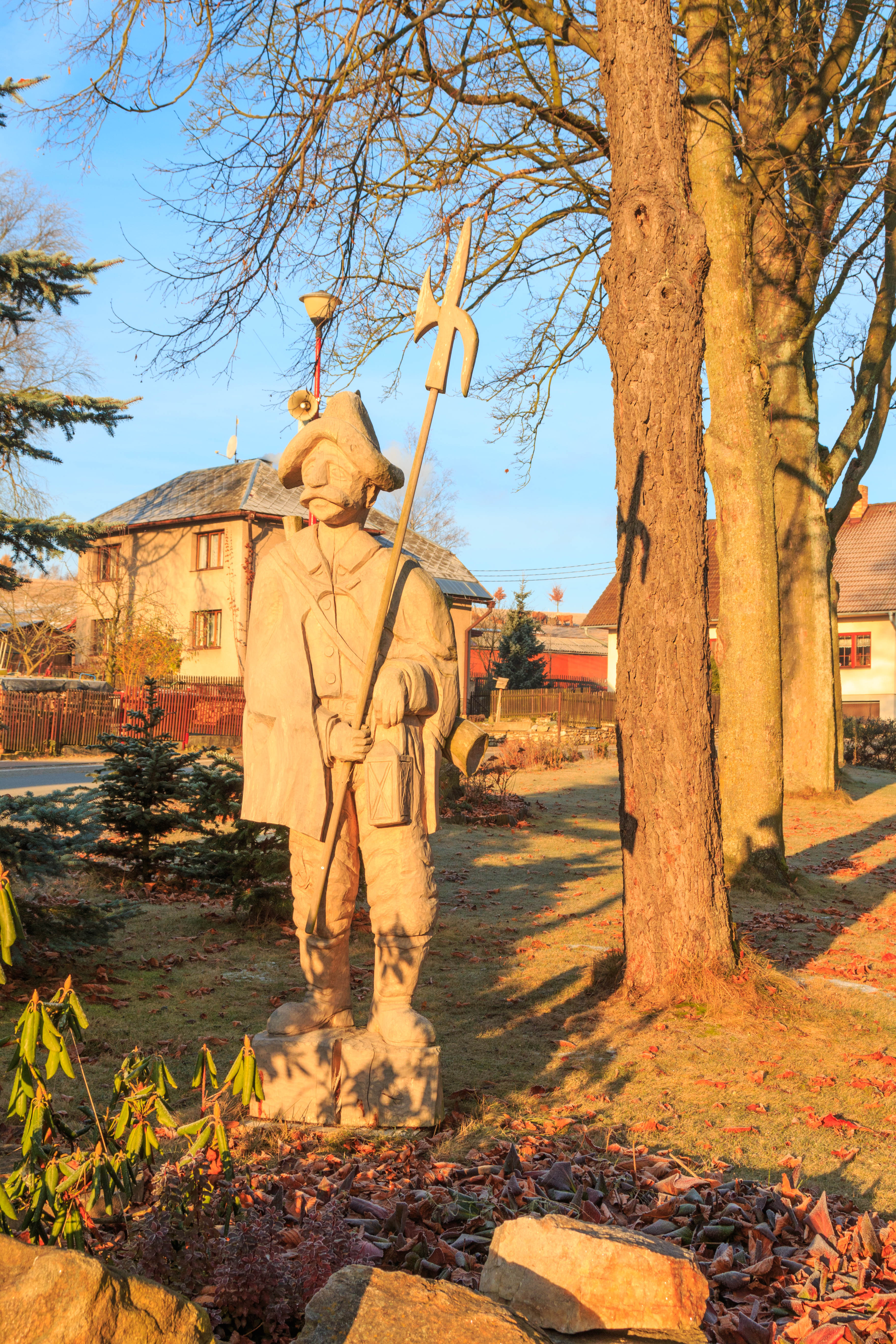
Chlumětínský ponocný
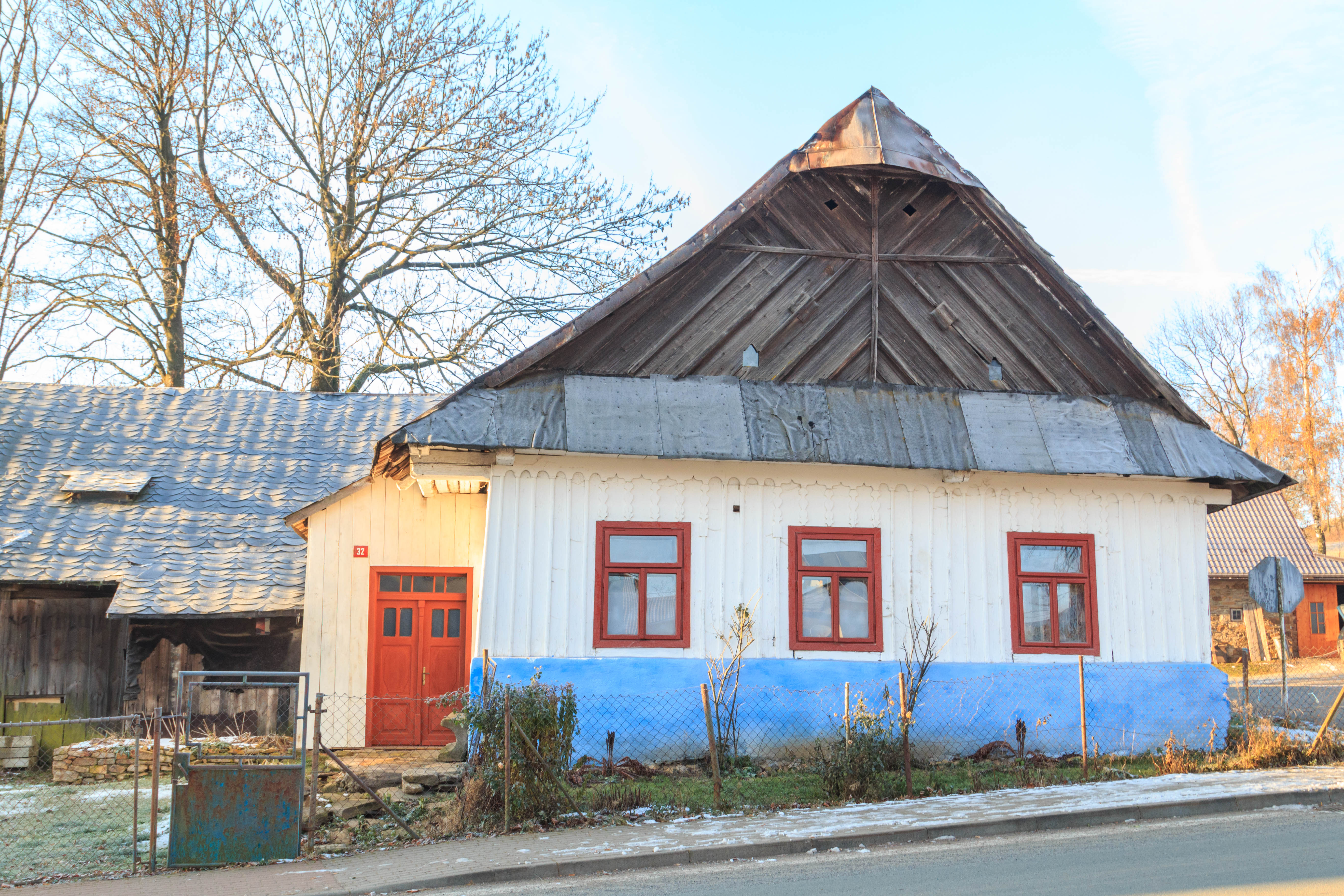
Dům čp. 32
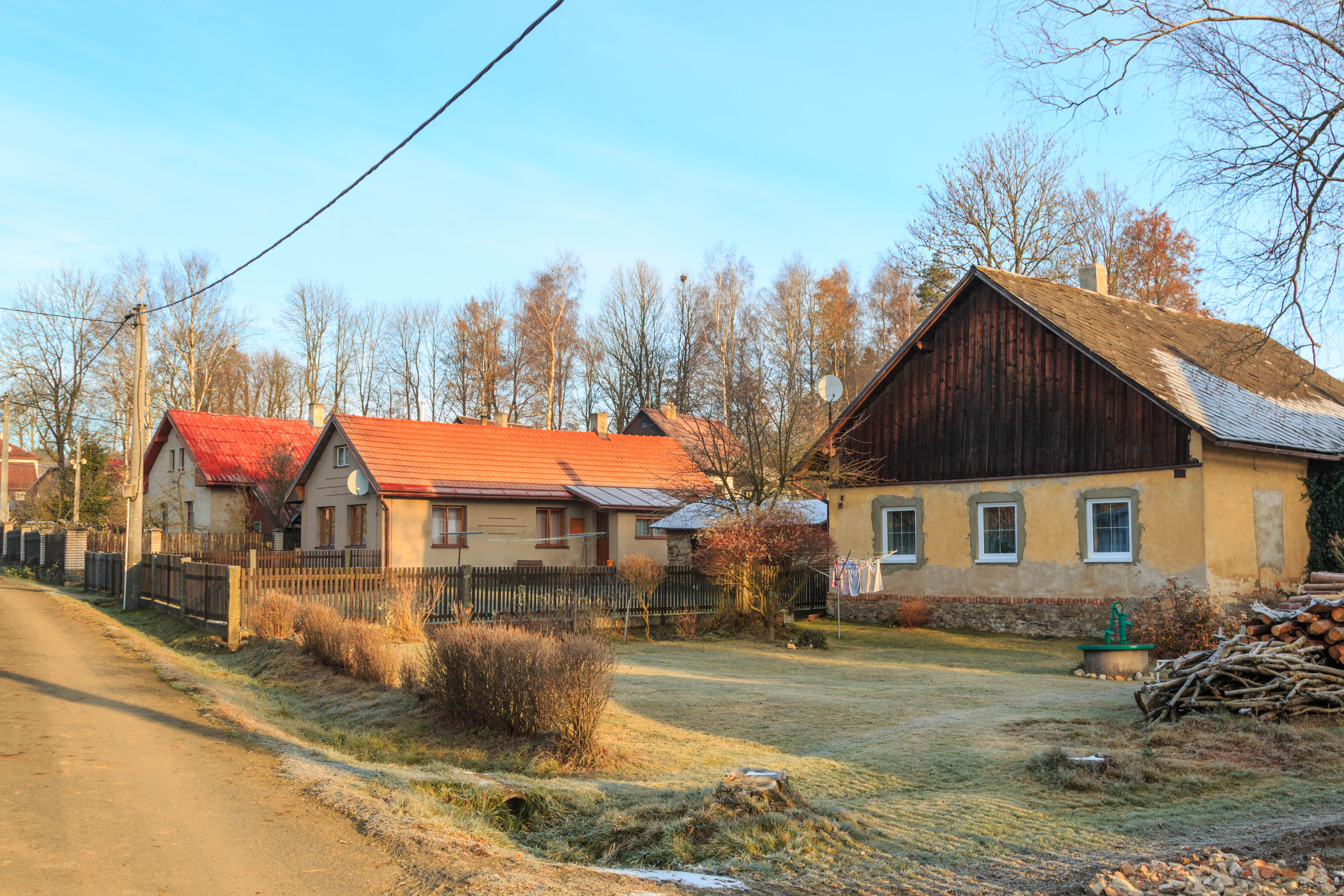
Dům čp. 95